# Simon Anton Zimmermann
Simon Anton Zimmermann (* 1807 in Haigerloch; † 1876 in Weinheim) war ein deutscher Dirigent, Chorleiter und Komponist.

## Leben
Zimmermann wurde als Sohn von Antonius Zimmermann und Johanna Sommer am 18. April 1807 in Haigerloch katholisch getauft. Bereits als Kind hatte er Kontakt mit der Kirchenmusik und sang im Kirchenchor. Ab 1820 lebte er in Konstanz und ab 1827 in Freiburg im Breisgau. 1830 wurde er Kapellmeister beim 4. Badischen Infanterie-Regiment in Mannheim.
Im Jahr 1832 heiratete er eine Mannheimerin. 1833 beendet er seinen Dienst beim Militär und wurde Organist und Kirchenchorleiter in Mannheim. Außerdem betätigte er sich als Komponist weltlicher und kirchlicher Literatur. Im Jahr 1840 wurde er Gründungsdirigent der Mannheimer Liedertafel und übernahm zusätzlich noch 1842 die Dirigententätigkeit beim Mannheimer Musikverein. 1861 gewann er das Preisausschreiben des Verlages Moritz Schauenburg in Lahr zur Vertonung der Gedichte Victor von Scheffels, obwohl er selbst als Mitglied des Badischen Sängerbundes in der Jury saß und deshalb seine Komposition nur außer Konkurrenz vorgelegt hatte. In Mannheim wurde er Mitglied der Freimaurerloge Carl zur Eintracht.
Er gab 1863 seine Aktivitäten aus gesundheitlichen Gründen auf und zog zu seinem Sohn nach Weinheim, wo er 13 Jahre später am 12. Juli 1876 auf dem St. Peter-Friedhof begraben wurde. Ein großer Gedenkstein erinnert noch heute an sein musikalisches Werk.

## Werke (Auswahl)
- Vertonung (1861) des 1852 von Victor von Scheffel geschriebenen Liedes „Alt Heidelberg, du feine“.

## Quelle
- Eberhard Grießhaber: „Alt Heidelberg, du feine….“ Vor 145 Jahren entstand die musikalische Fassung. In: „Kirche auf dem Weg“, Heidelberg, November 2006 (PDF-Datei; 158 kB)

| Personendaten    | Personendaten                    |
| ---------------- | -------------------------------- |
| NAME             | Zimmermann, Simon Anton          |
| KURZBESCHREIBUNG | deutscher Komponist und Dirigent |
| GEBURTSDATUM     | getauft 18. April 1807           |
| GEBURTSORT       | Haigerloch                       |
| STERBEDATUM      | 12. Juli 1876                    |
| STERBEORT        | Weinheim                         |